# مستوره أفشار
مستوره أفشار (بالفارسية: مستوره افشار) ‏(1898 – 1951) مثقفة ونسوية إيرانية، ورائدة في حركة حقوق المرأة في إيران. 
شاركت في تأسيس الرابطة الوطنية الراديكالية للنساء في إيران في طهران عام 1922، مع النسويات المعاصرات وهو محتارام إسكندري ونور الهدى منجينيه. وأصبحت رئيسة الجمعية من عام 1925 إلى 1932.